# Certima eximia
Certima eximia là một loài bướm đêm trong họ Geometridae.